# 野島埼灯台
野島埼灯台（のじまさきとうだい）は、千葉県南房総市の野島崎に立つ日本の洋式灯台。南房総国定公園内に位置する。白亜の八角形をした大型灯台は江戸条約灯台の一つで、日本の灯台50選に選定され、国の登録有形文化財に登録されている。

## 歴史

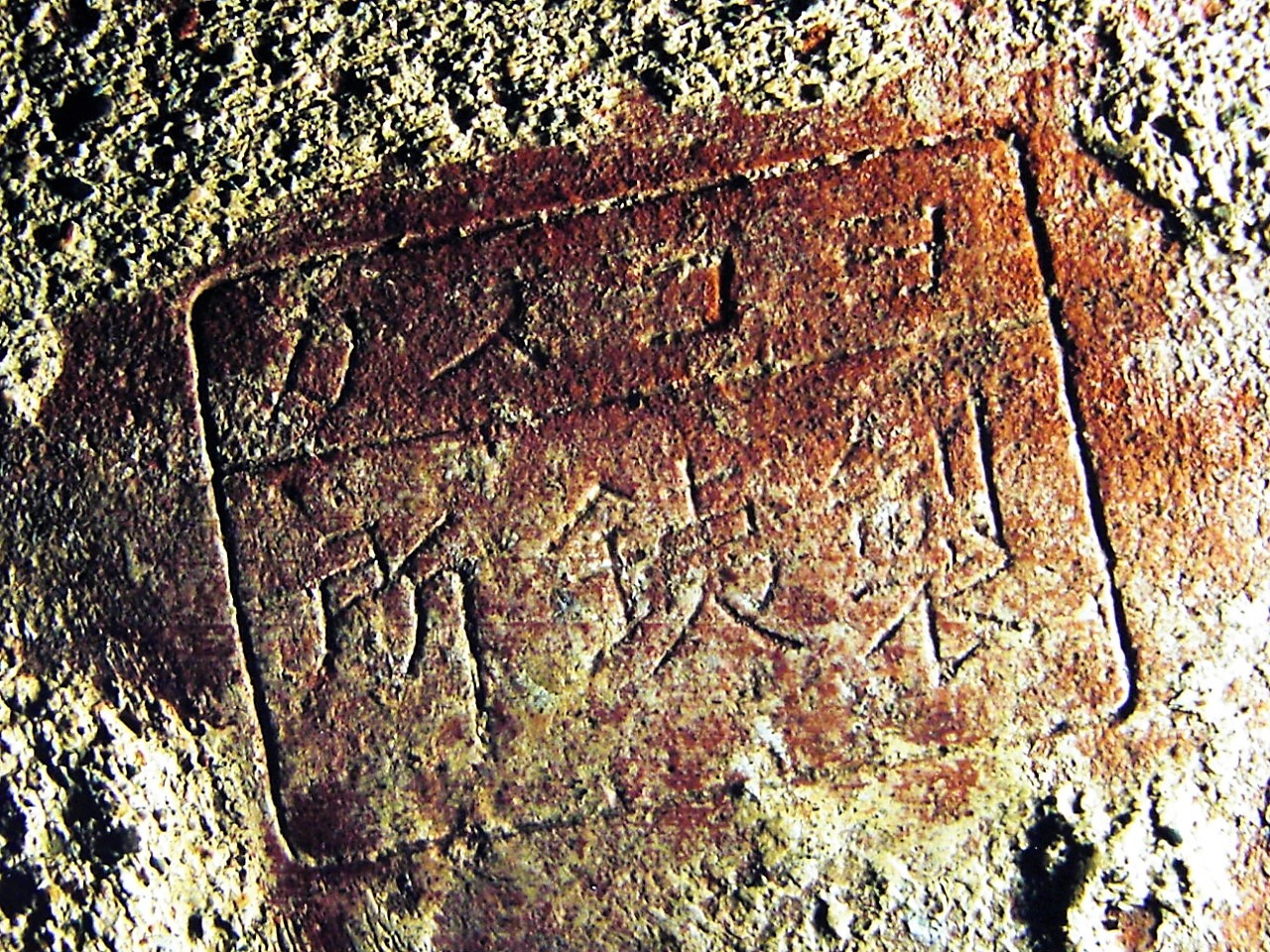
初代灯台の建造に使用された「ヨコスカ製鉄所煉瓦」の刻印

- 1866年（慶応2年）5月：アメリカ、イギリス、フランス、オランダの4ヶ国と結んだ「改税条約」（別名・江戸条約）によって建設することを約束した8ヶ所の灯台（観音埼、野島埼、樫野埼、神子元島、剱埼、伊王島、佐多岬、潮岬）の一つ。なお、これらを条約灯台とも呼ぶ。
- 1869年2月20日（旧暦：明治2年1月10日）：仮灯を点灯[1]。
- 1870年1月22日（旧暦：明治2年12月21日）：観音埼灯台に続いて、日本の洋式灯台では2番目に初点灯[2]した。野島崎は東京湾に出入りする船舶にとっては、昔からの重要ポイントだったので、他に先立って建設された。Ｆ・Ｌ・ヴェルニーを首長とするフランス人技師たちの設計によって建設された当初は、白色八角形の煉瓦造灯台で、基礎から灯火までが30メートルの高さ、フランス製の第1等フレネル式レンズを使用した第1等灯台で、石油灯器の6,500カンデラ（cd）だった。
- 1903年（明治36年）6月10日：爆発霧警号設置[3]。
- 1909年（明治42年）3月27日：灯質、燭光数変更[4][5]。
- 1923年（大正12年）
  - 9月1日：関東大震災により地上6メートルのところで折れて、大音響と共に倒壊[6]。
  - 10月1日：仮灯点灯[7]。
- 1924年（大正13年）
  - 1月27日：木造の仮設灯台にて点灯[8]。
  - 12月5日：復旧工事のため仮設灯台移転に伴い消灯[9]。
  - 12月15日：仮設灯台移転完了し点灯[10]。
- 1925年（大正14年）8月15日：現在の白色塔形（八角形）コンクリート造で再建される[11]。
- 1932年（昭和7年）2月11日：無線方位信号所業務開始（無線標識）[12]。
- 1933年（昭和8年）9月15日：無線方位信号所において無線羅針局業務開始[13]。
- 1945年（昭和20年）：太平洋戦争の攻撃で大きな被害を受ける。
  - 8月25日：仮灯点灯[14]。
- 1946年（昭和21年）11月12日：完全復旧する[15]。
- 1947年（昭和22年）11月25日：灯質、光力変更[16]。
- 1951年（昭和26年）5月15日：船舶気象通報放送開始、偶数時の25分から27分まで[17]
- 1953年（昭和28年）5月6日：昭和天皇、香淳皇后の行幸啓（千葉県内視察の一環）[18]。
- 2006年（平成18年）8月2日：無線方位信号所（中波帯）廃止[19]。
- 2009年（平成21年）4月10日：無線方位信号所廃止[20]。
- 2016年（平成28年）9月30日：船舶気象通報施設を廃止[21]。

## 付属施設
- 無線方位信号所（レーマークビーコン）
- 船舶気象通報

## 一般公開
内部の見学が可能な参観灯台である（参観料：大人300円。2021年11月14日現在）。周辺は南房総国定公園に指定されていて、雄大な太平洋のパノラマが展開している。また、この灯台を目指し東京湾に入る大型船の列が遠望できることもある。
灯台記念日である11月1日は、参観が無料で開放される。

### 灯台からの眺望

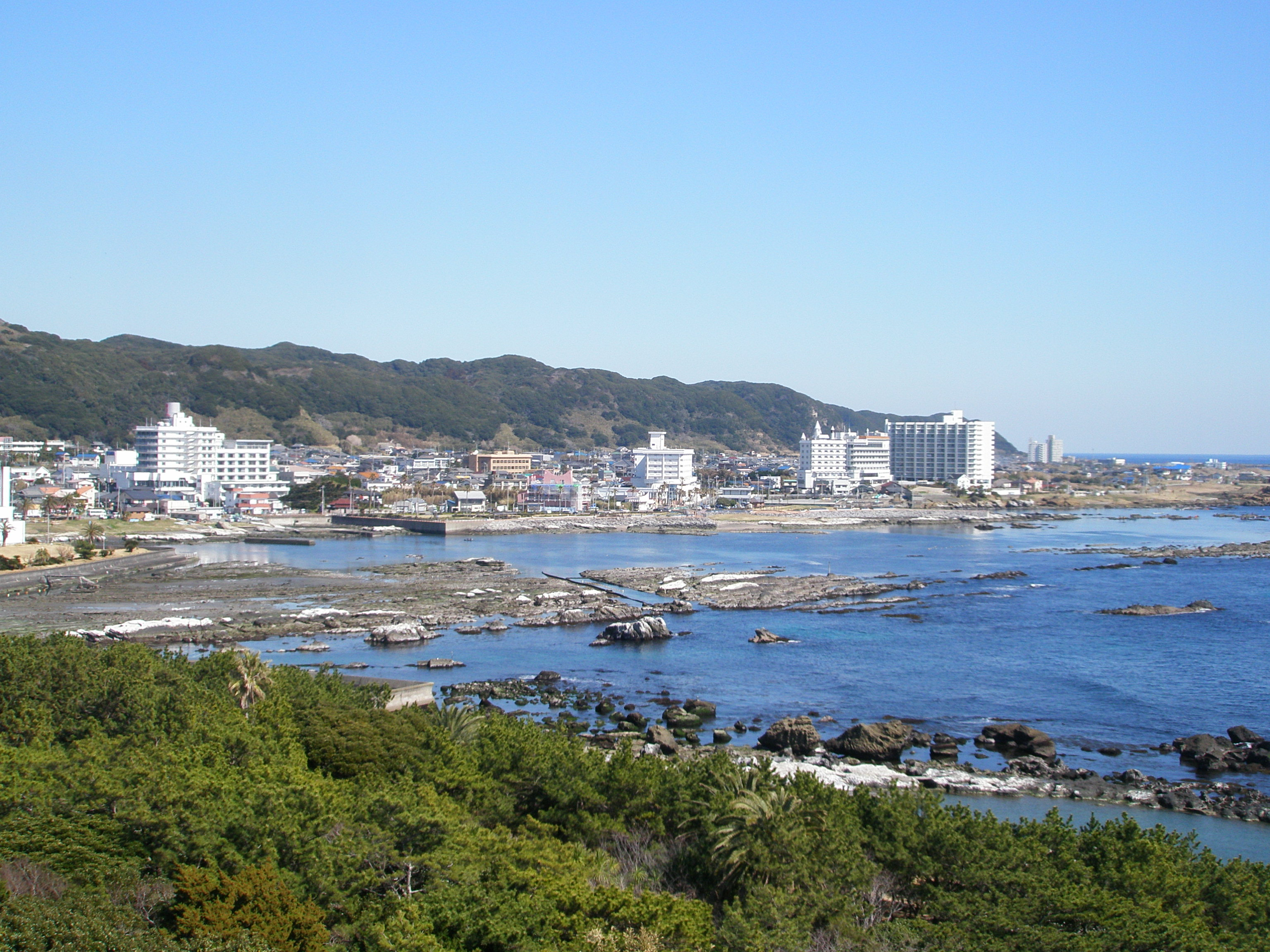
【東方向】白浜温泉のリゾートホテル群
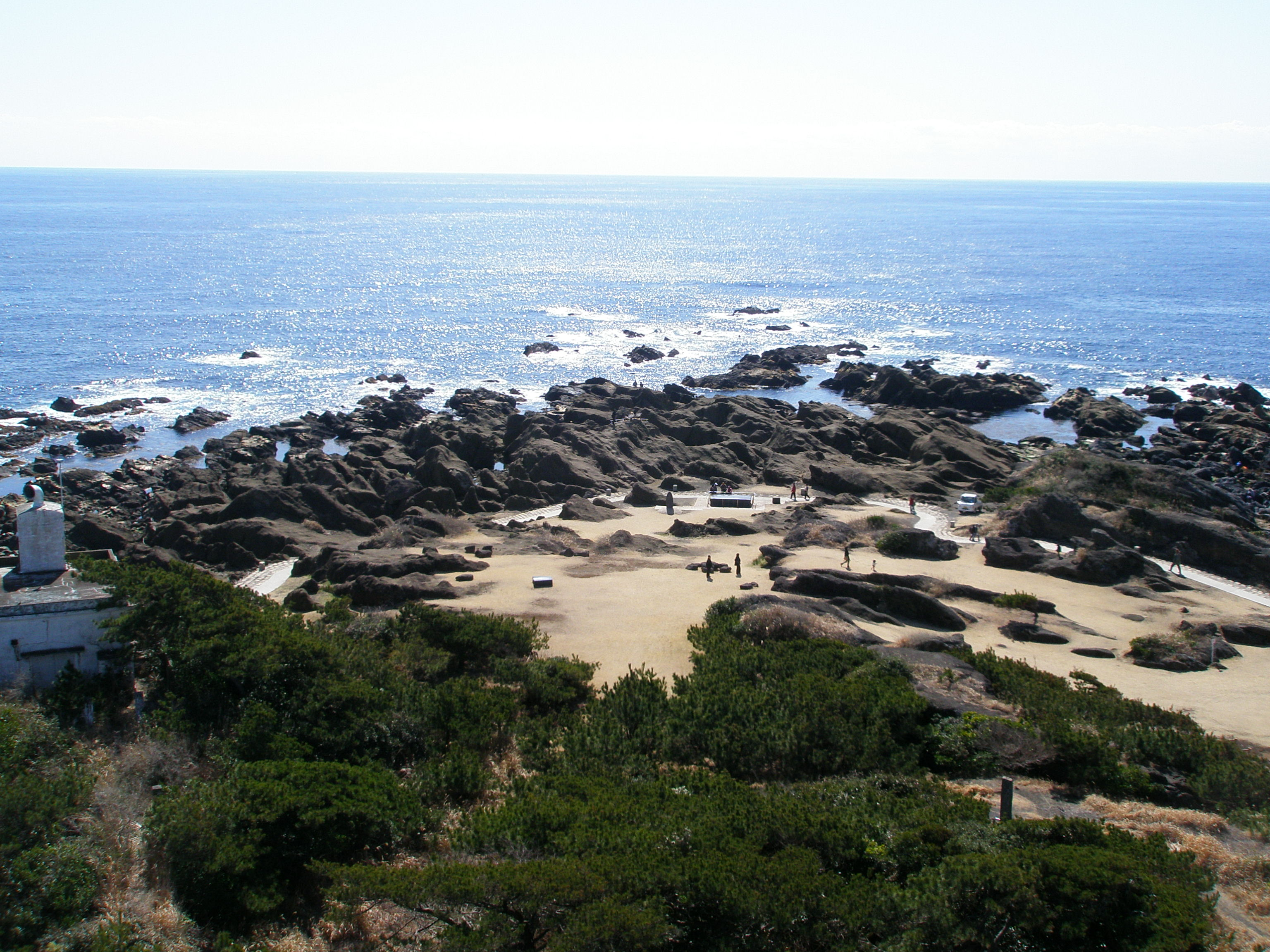
【南方向】野島埼南端
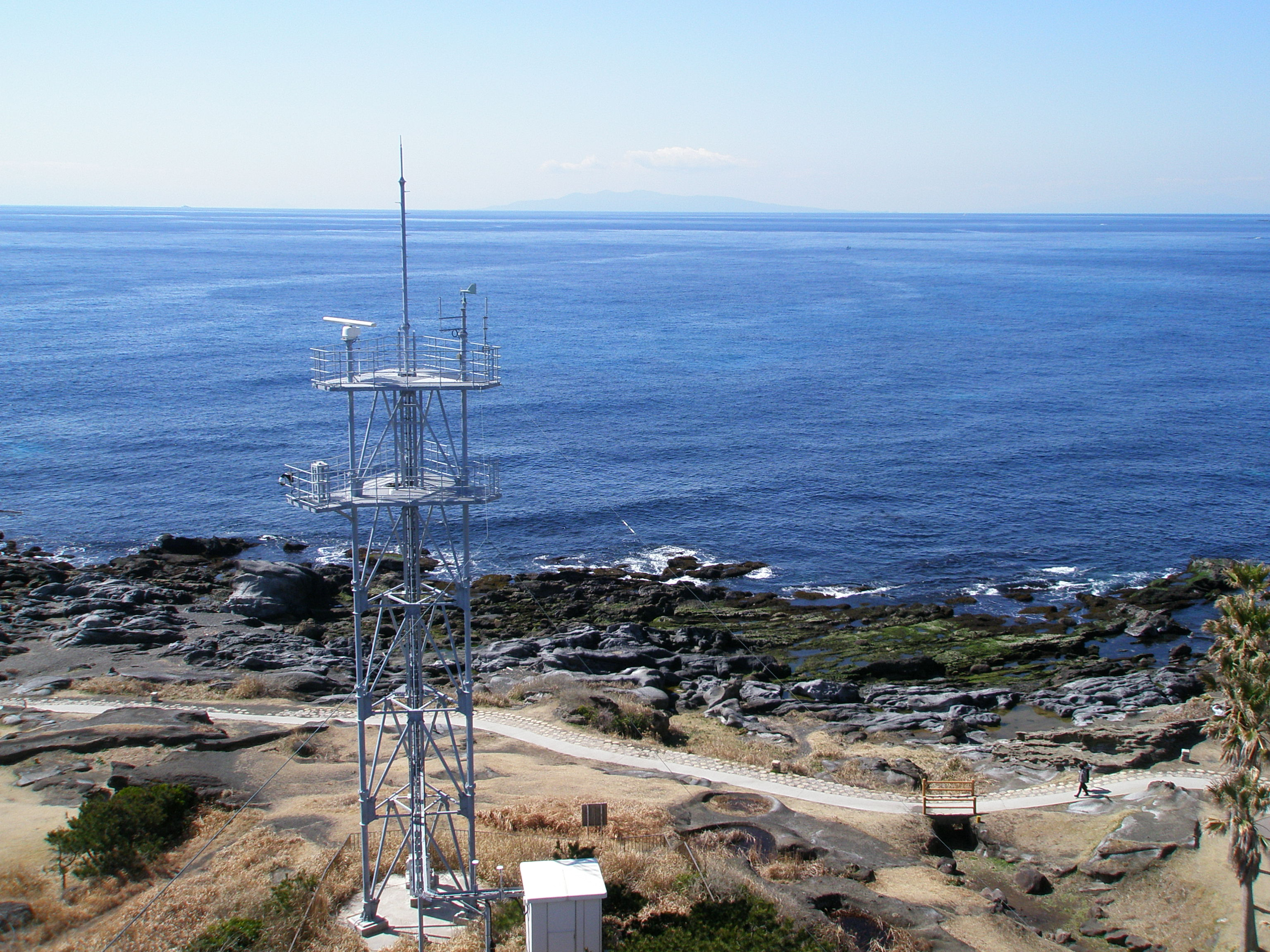
【南西方向】伊豆大島方向
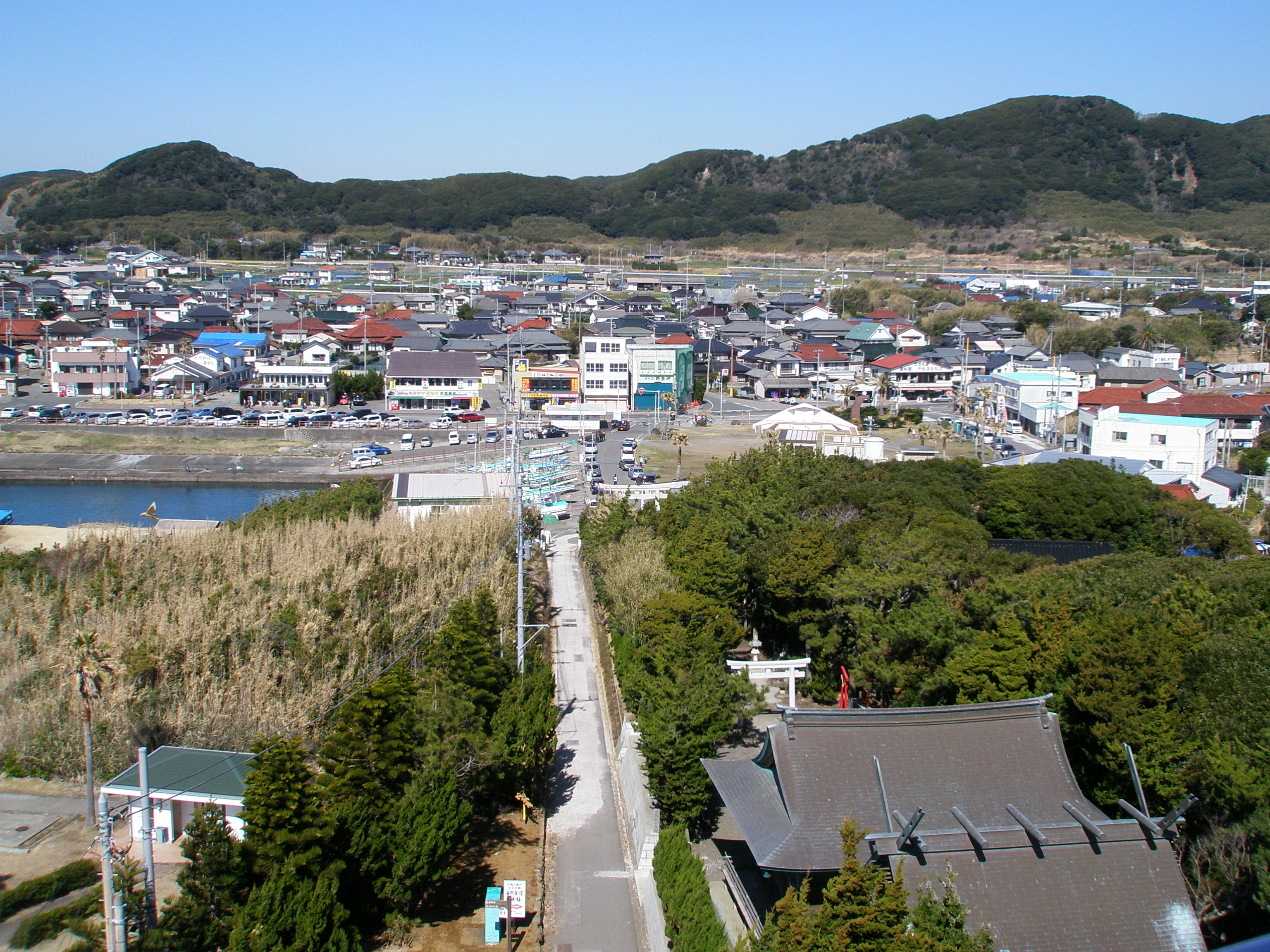
【北方向】城山（白浜城跡）
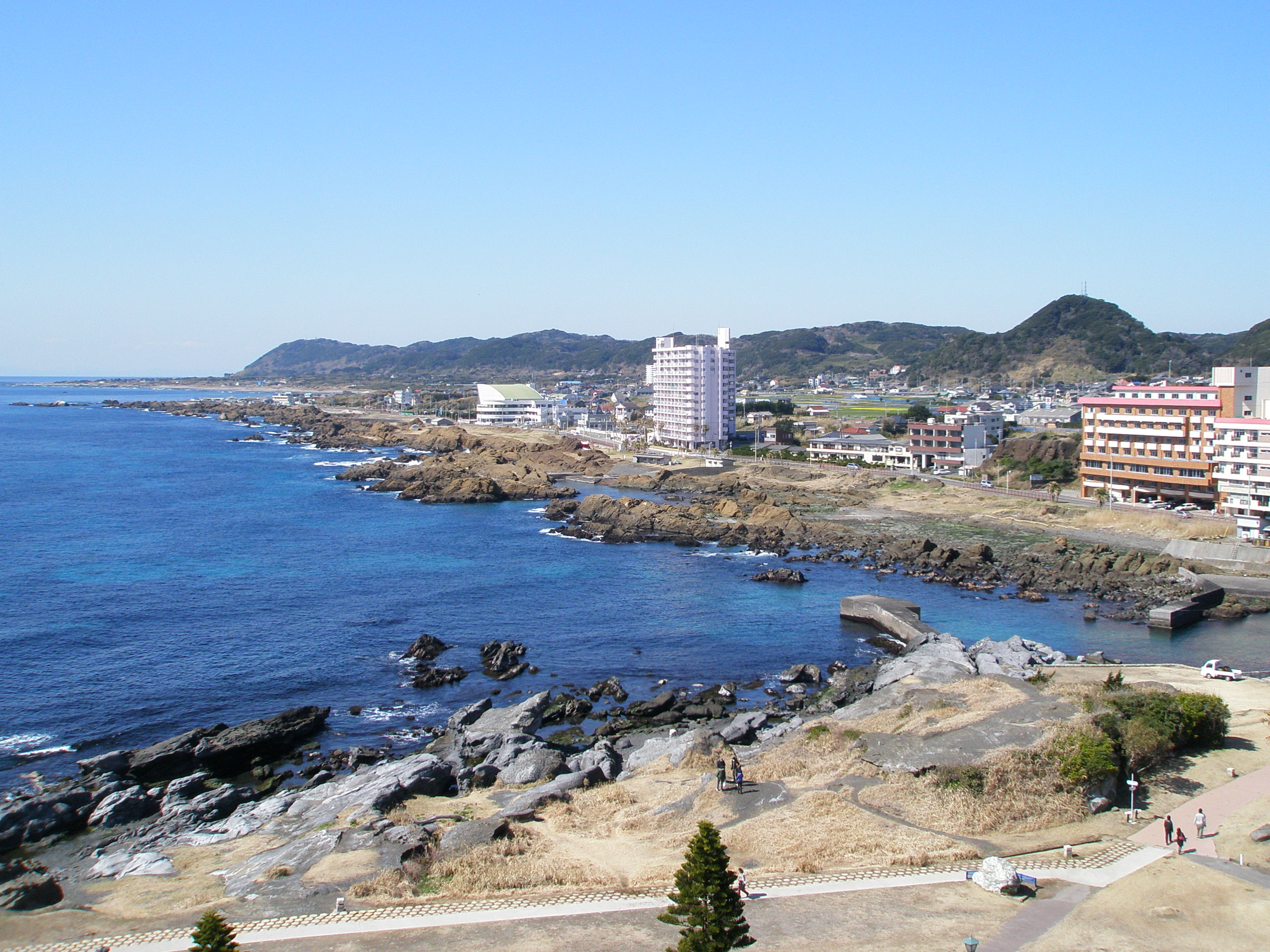
【西方向】白浜野島崎園地の芝生広場

## 野島埼灯台資料展示室

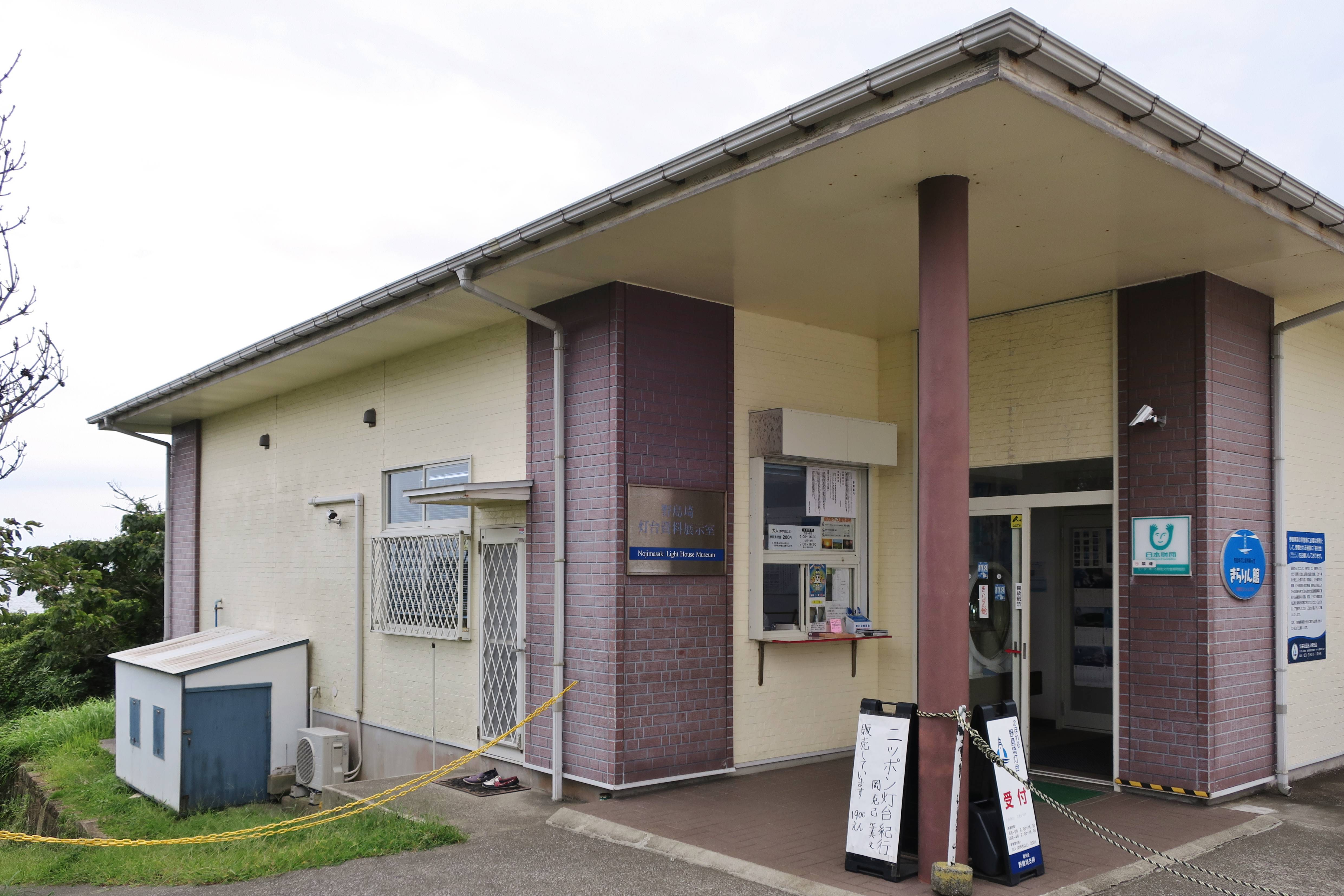
野島埼灯台資料展示室

野島埼灯台資料展示室は、灯台に併設している資料館。愛称はきらりん館。野島崎灯台の歴史、機能・役割などを学ぶことができる施設となっている。日本財団の補助を受け設置。
過去に烏帽子島灯台で実際に使われていた第2等フレネル式の灯台レンズなど、貴重な灯台関係資料も展示されている。

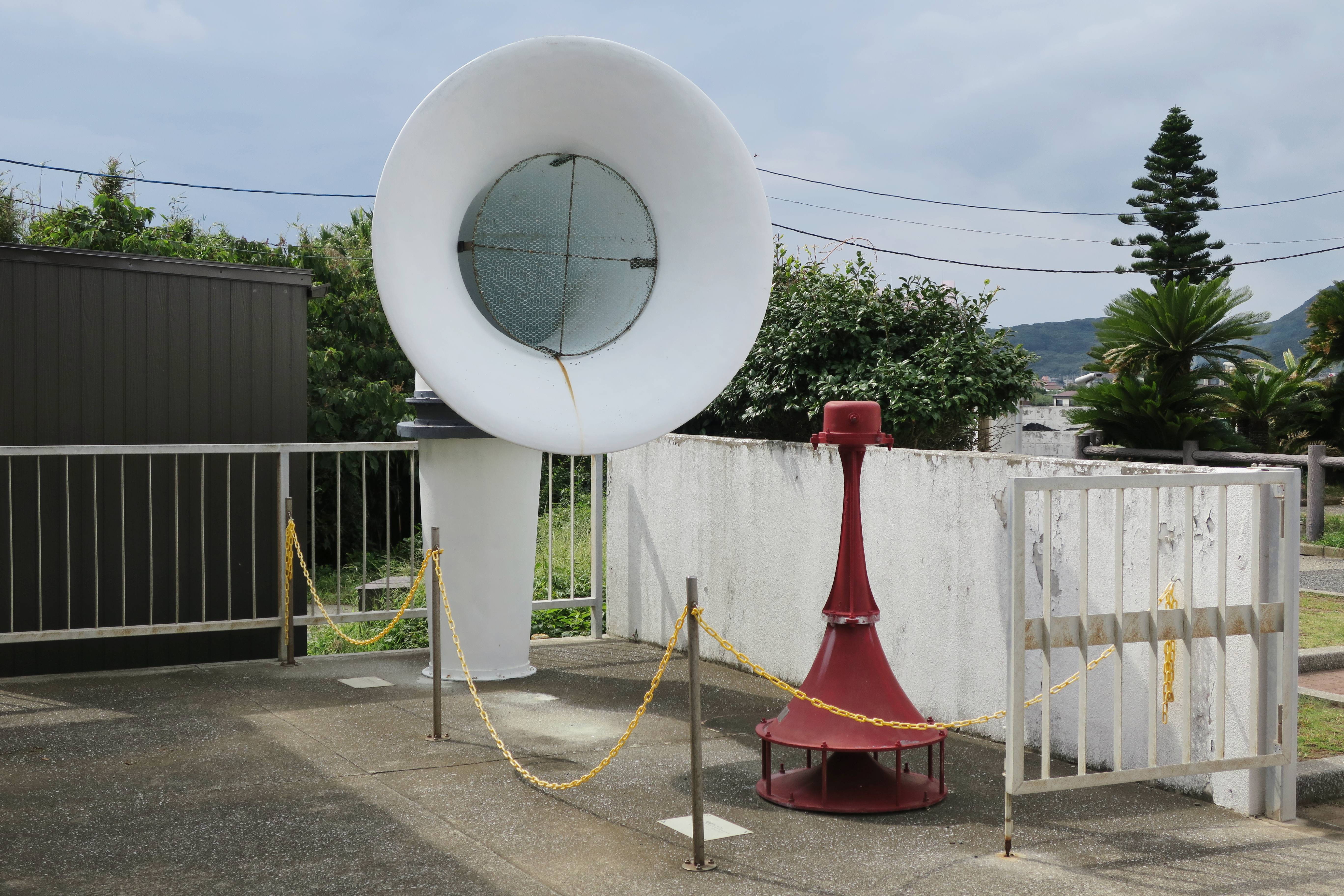
屋外展示物（霧信号ラッパと浮標電磁ホーン）

## アクセス
- 公共交通機関
  - JR内房線 館山駅経由：館山駅下車、安房白浜行・JRバス関東 野島埼灯台入口下車、日東交通 野島埼灯台口下車
  - JRバス関東・日東交通 房総なのはな号：東京駅八重洲口 - 館山駅・安房白浜
  - ちばシティバス・日東交通・館山日東バス 南総里見号：千葉みなと駅・千葉中央駅・千葉駅 - 館山駅・安房白浜
- 自動車
  - 高速道路
    - 東京湾アクアライン･館山自動車道「富浦インターチェンジ」

  - 一般道路
    - 国道410号
    - 房総フラワーライン

  - 駐車場
    - 無料駐車場 白浜野島崎公園駐車場有

## 周辺施設
- 道の駅白浜野島崎
- 白浜温泉
- 白浜海岸
- 厳島神社
- 白浜海洋美術館

## ギャラリー

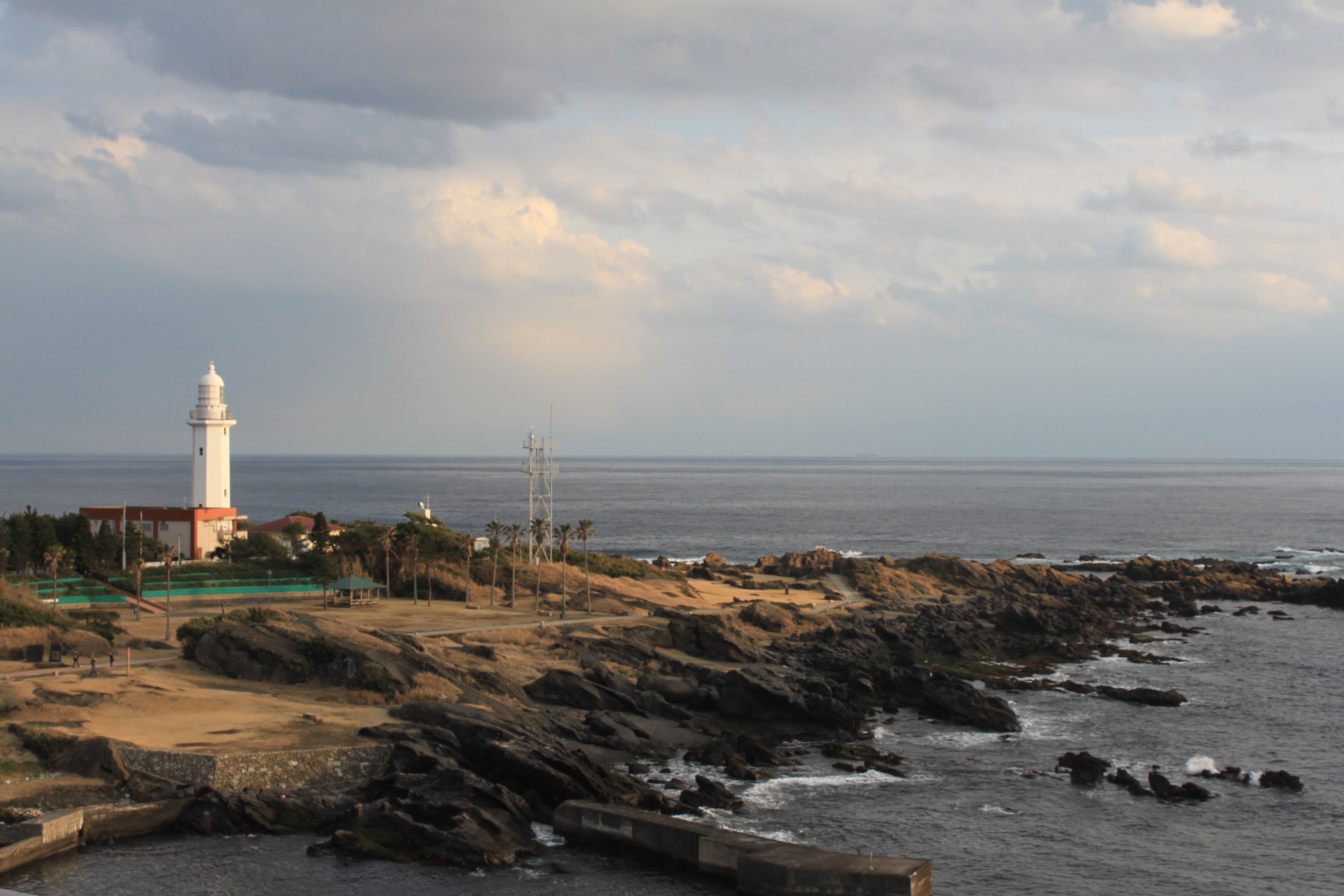
灯台遠景
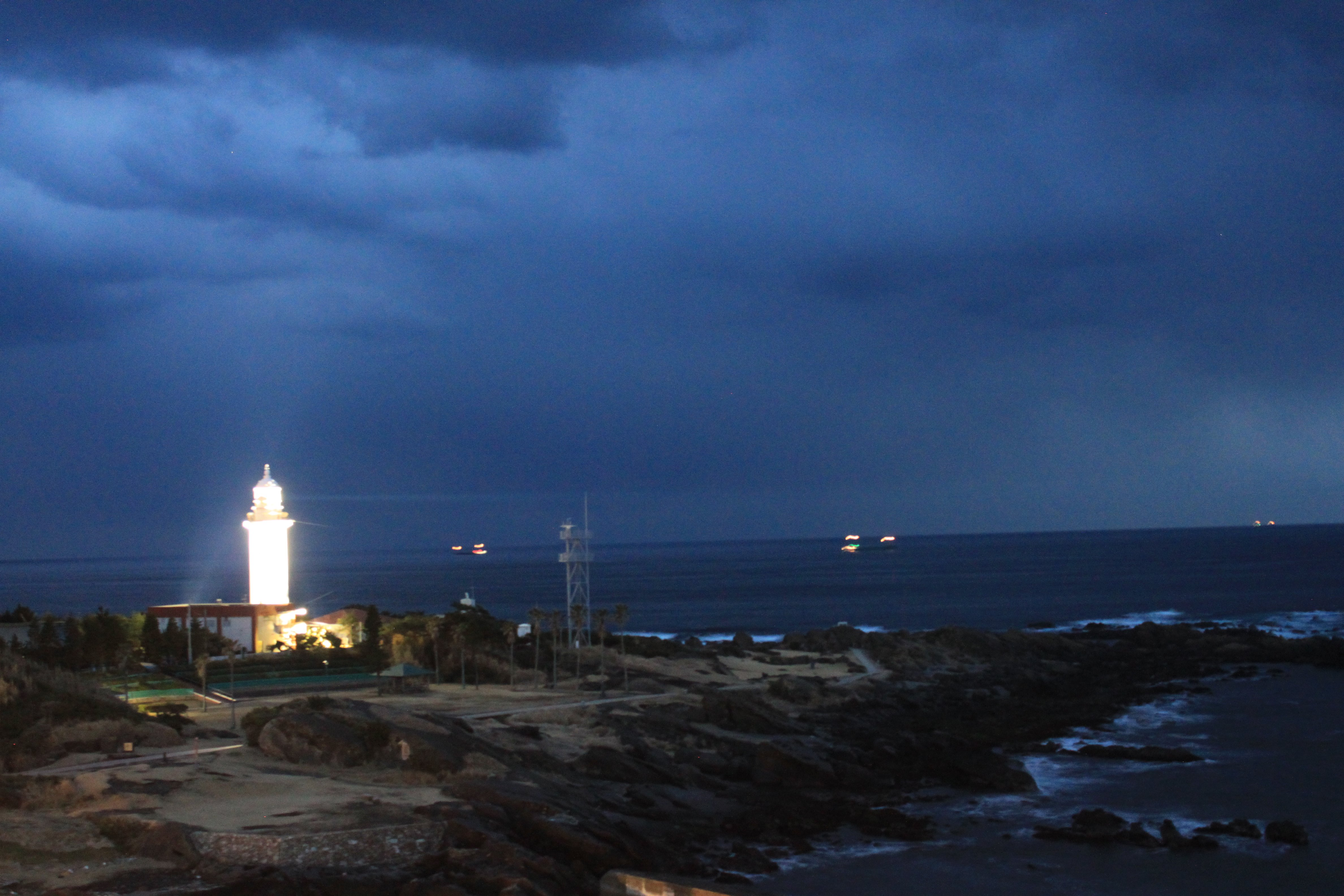
灯台遠景（夜景）
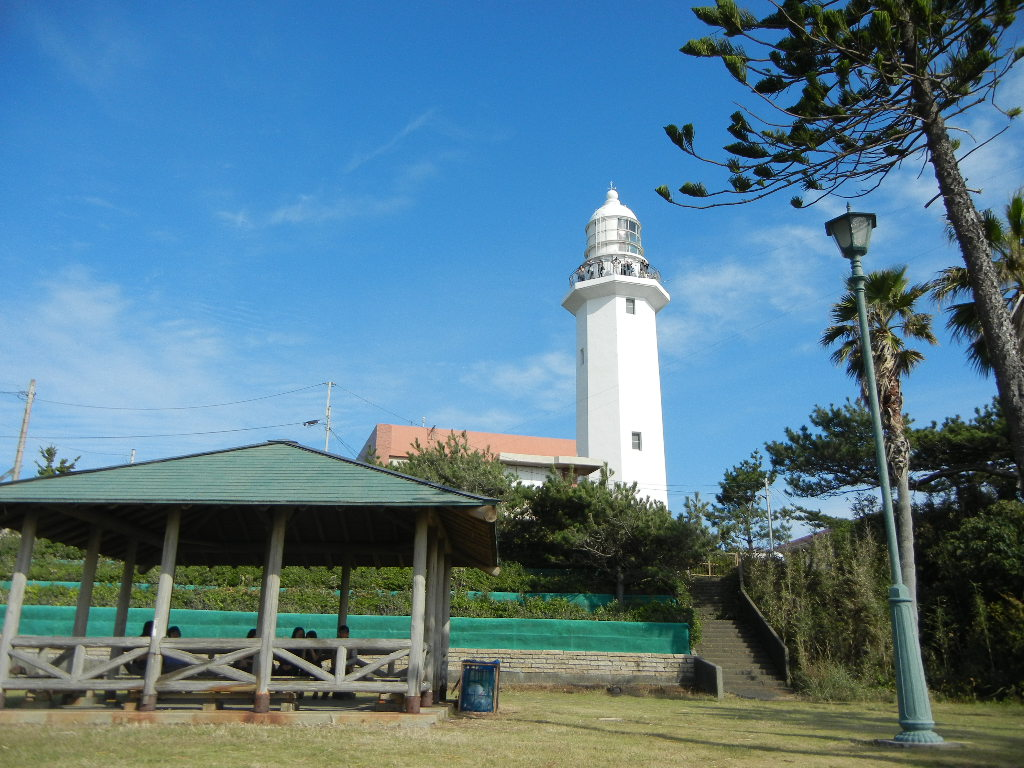
野島崎園地から望む灯台